# آرثر هوارد (سياسي)
آرثر هوارد (بالإنجليزية: Arthur Jared Palmer Howard)‏ هو سياسي بريطاني (وحمل سابقاً جنسية المملكة المتحدة لبريطانيا العظمى وأيرلندا)، ولد في 30 مايو 1896، وتوفي في 25 أبريل 1971. حزبياً، نشط في حزب المحافظين. في الانتخابات العامة في المملكة المتحدة 1945 ‏، انتخب عضو برلمان المملكة المتحدة الـ38 عن دائرة Westminster St George's (UK Parliament constituency) ‏ (5 يوليو 1945 – 3 فبراير 1950).